# Hypogonadisme

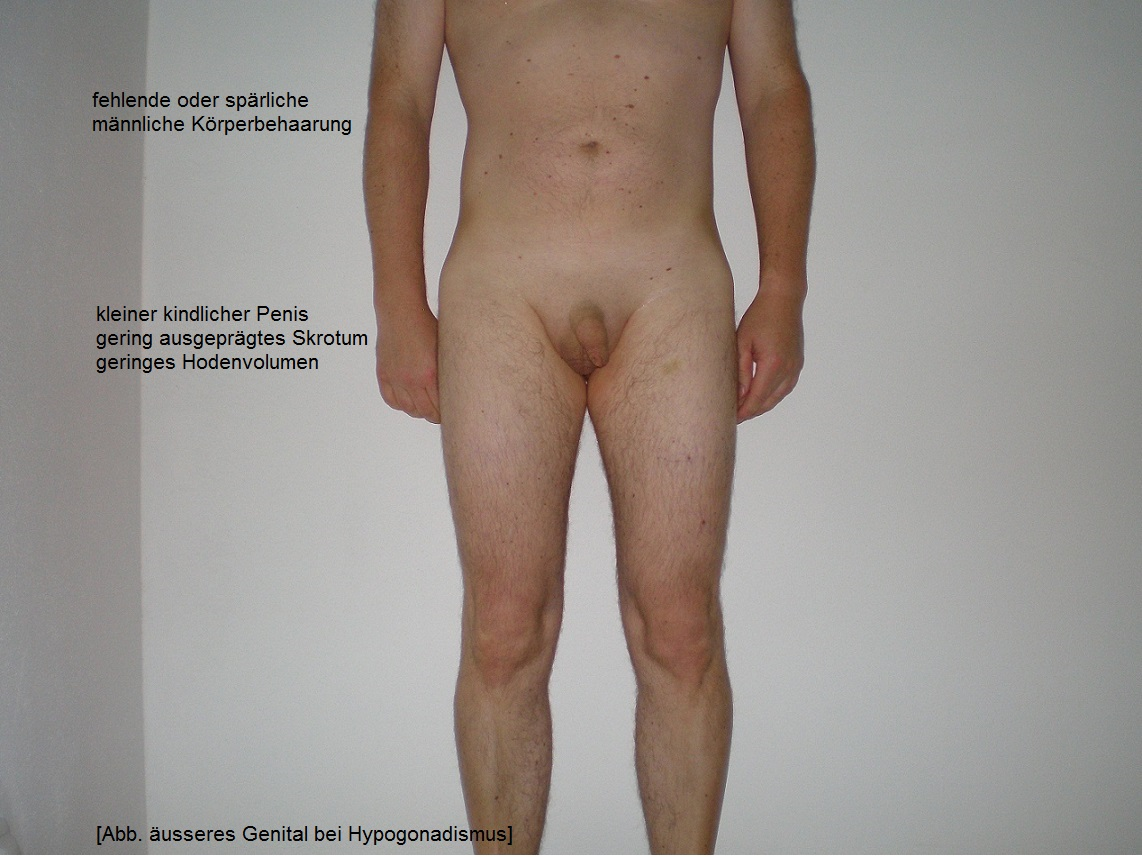
Homme atteint d'hypogonadisme.

L'hypogonadisme est un syndrome clinique résultant d'une altération de l'axe hypothalo-hypophyso-gonadique. Il est qualifié de primaire lorsqu'il atteint les gonades (hypogonadisme hypergonadotrope) ou secondaire lorsqu'il atteint le système central (hypogonadisme hypogonadotrope). Il peut être congénital ou acquis,.

## Signes cliniques
- Retard pubertaire ou développement sexuel incomplet.
- Chez l'homme : atrophie musculaire, baisse de la force musculaire, baisse de libido, micropénis, dysfonction érectile, gynécomastie, irritabilité, dépression, troubles du sommeil.
- Chez la femme : aménorrhée primaire ou secondaire, infertilité, atrophie musculaire, baisse de la force musculaire, baisse de libido

irritabilité, dépression, troubles du sommeil.

## Diagnostic
Le diagnostic se base sur la clinique et les taux d'hormones sexuelles et des gonadotrophines.
Chez les hommes, un dosage de la prolactine, de la FSH, de la testostérone (estradiol chez les femmes) et de la LH sont nécessaires. Si la testostérone, stimulée par la LH, est basse et que la LH est normale ou inférieure à la normale, il y a un dysfonctionnement au niveau de l'hypophyse, qui secrète la LH. Chez un patient sain, si la testostérone est basse, l'hypophyse devrait sécréter une forte dose de LH afin de faire augmenter le niveau de testostérone pour ramener le tout à l'équilibre.
Un test de réponse de la LH par l'hormone de libération des gonadotrophines hypophysaires appelée aussi GnRH peut se faire auprès d'un médecin.
Si la testostérone est basse et que la LH est élevée, il y a un problème au niveau des testicules, qui ne produisent pas assez de testostérone malgré un niveau adéquat de LH.

## Étiologies[1]
- Syndrome de Kallman
- Syndrome de Klinefelter
- Syndrome de Turner
- Cryptorchidie uni ou bilatérale
- Orchiépididymite
- Torsion testiculaire
- Agénésie ovarienne, dysfonction ou insuffisance ovarienne
- Tumeur ovarienne
- Adénome hypophysaire
- Radiation, chimiothérapie
- Anorexie, carences, perte de poids importante
- Maladie auto-immune
- Hyperthyroïdie
- Traumatisme
- Médicaments

## Traitement
Le traitement de l'hypogonadisme dépend de sa cause et de son caractère primaire ou secondaire. Le traitement le plus courant consiste à suppléer les hormones dont le taux est trop faible : testostérone chez les hommes et œstradiol et progestérone pour les femmes. Certains traitements permettent de se substituer à la sécrétion physiologique sans permettre généralement la fécondité.